# James Kennedy (évêque)
Pour les articles homonymes, voir James Kennedy.
James Kennedy (vers 1408-1465) était évêque de Dunkeld (1437-1440), puis de St. Andrews (1440-1465). 
Il participa au concile de Florence et seconda la régente Marie d'Egmont pendant la minorité du roi d'Écosse Jacques III.

## Biographie
Il était le troisième et plus jeune fils né vers 1408 de Sir James Kennedy de Dunure et de la princesse Marie d'Écosse, fille de Robert III d'Écosse et veuve de  George Douglas.
Il est élu évêque de St.Andrew en 1440 alors qu'il siège à Florence auprès du pape Eugène IV qui le consacre dans cette fonction. En 1444 il est nommé Chancelier d'Écosse à la place de William Crichton mais démissionne très rapidement pour éviter que cette nouvelle fonction interfère avec son sacerdoce.  
En 1450, il fonde le Collège de St Salvator à St. Andrews. 
Après la mort de Jacques II en 1460, Kennedy et son frère ainé Gilbert Kennedy 1er Lord Kennedy sont nommés parmi les six régents chargés du gouvernement pendant la minorité de Jacques III.
Il est mort le 10 mai 1465 et enterré dans un tombeau magnifique qu'il avait fait construire dans la chapelle de St Salvator
Kennedy était très estimé de son vivant, à la fois comme un ecclésiastique et comme homme politique. George Buchanan affirme qu'il surpassait tous ses prédécesseurs et successeurs sur le siège de St. Andrew, et fait l'éloge de son zèle pour la réforme. Kennedy aurait laissé derrière lui plusieurs traités. Les seuls titres conservés sont Historia sui Temporis et Monita Politica.